# Daphnis steffanyi
Daphnis steffanyi är en fjärilsart som beskrevs av Clark 1927. Daphnis steffanyi ingår i släktet Daphnis och familjen svärmare. Inga underarter finns listade i Catalogue of Life.